# Эвкалипт царственный
Эвкали́пт ца́рственный (лат. Eucalýptus régnans) — вечнозелёное дерево, вид рода Эвкалипт (Eucalyptus) семейства Миртовые (Myrtaceae). Считается самым высоким цветковым растением на нашей планете.
Деревья этого вида достигают высоты ста и более метров. Были описаны деревья высотой и в сто пятьдесят метров, но достоверных подтверждений этому нет. В 2002 году в долине Стикса на Тасмании был обнаружен огромный представитель вида, названный Эль-Гранде. В апреле 2003 года он был повреждён пожаром и в декабре 2003 года дерево погибло.

## Ботаническое описание
Колонновидное дерево, достигающее на родине в высоту более 100 м. Кора гладкая, белая или голубовато-серая, иногда с полосами кремового цвета, опадает с большей части ствола и ветвей длинными лентами, у основания ствола грубоволокнистая.
Молодые листья супротивные, в количестве 2—3 пар, короткочерешковые, от ланцетных до широко ланцетных, длиной 3—8 см, шириной 2—6 см, прерывесто-зубчатые, светло-зелёные. Взрослые листья очерёдные, черешковые, от узко до широко ланцетных, заострённые, длиной 10—20 см, шириной 2—4 см.
Зонтики 7—15-цветковые, одиночные или по два в пазухах листьев, на тонких, цилиндрических ножках, длиной 7—9 мм и диаметром 5—6 мм; крышечка полушаровидная; пыльники сросшиеся, почковидные, открываются раходящимися щелями.
Плод — коробочка, на ножке, обратнояйцевидная или колокольчатая, длиной 7—8 мм, диаметром 5—6 мм.
Цветёт на родине в январе — марте, на черноморском побережье Кавказа в июне — июле.

## Распространение и экология
Ареал эвкалипта царственного — юго-восточная Австралия и Тасмания. В горах Тасмании деревья поднимаются до 600 м, в штате Виктория — до 900 м над уровнем моря.
Предпочитает глубокие, богатые и умеренно влажные аллювиальные почвы. Хуже растёт на сухих, каменистых и глинистых почвах.
Эвкалипт царственный хуже, чем другие виды эвкалиптов, переносит пожары, особенно это касается молодых деревьев. Именно по этой причине вид шире распространён на Тасмании: здесь выпадает до 1200 мм осадков, поэтому лесные пожары бывают реже.
Отличается быстрым ростом в благоприятных почвенных условиях.
Во взрослом состоянии без существенных повреждений выдерживает температуру в -9… -10 °C, молодые растения при таких морозах полностью вымерзают.

## Значение и применение

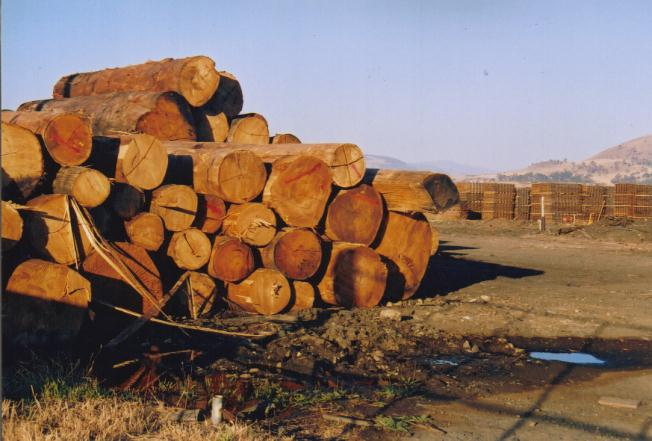
Древесина эвкалипта царственного.

Древесина этого вида светлая, лёгкая, прямослойная, умеренно твёрдая, имеет среднюю плотность, грубую текстуру, но легко обрабатывается, при этом хорошо противостоит гниению, часто имеет красивый рисунок и отчётливые годичные кольца. В 1920-х годах царственные эвкалипты использовались в основном при производстве бумаги, в настоящее же время весьма широко используется при изготовлении строительных каркасов, мебели, полов, внутренней отделки домов, шпал и фанеры.
Листья содержат эфирное (эвкалиптовое) масло (0,81 %), состоящего из фелландрена, цинеола, аромадендраля и других веществ.
В медицинских целях также применяются настойки эвкалипта.

## Таксономия
Вид Эвкалипт царственный входит в род Эвкалипт (Eucalyptus) подсемейства Myrtoideae семейства Миртовые (Myrtaceae) порядка Миртоцветные (Myrtales).
|  |                                      |  |                                                             |                                                             |                    |  | ещё 13 семейств (согласно Системе APG II) | ещё 13 семейств (согласно Системе APG II)    |                                              |  |  |  | ещё 130 родов       | ещё 130 родов            |  |  |
|  |                                      |  |                                                             |                                                             |                    |  | ещё 13 семейств (согласно Системе APG II) | ещё 13 семейств (согласно Системе APG II)    |                                              |  |  |  | ещё 130 родов       | ещё 130 родов            |  |  |
|  |                                      |  |                                                             | порядок Миртоцветные                                        |                    |  |                                           |                                              | подсемейство Myrtoideae                      |  |  |  |                     | вид Эвкалипт царственный |  |  |
|  |                                      |  |                                                             | порядок Миртоцветные                                        |                    |  |                                           |                                              | подсемейство Myrtoideae                      |  |  |  |                     | вид Эвкалипт царственный |  |  |
|  | отдел Цветковые, или Покрытосеменные |  |                                                             |                                                             | семейство Миртовые |  |                                           |                                              | род Эвкалипт                                 |  |  |  |                     |                          |  |  |
|  | отдел Цветковые, или Покрытосеменные |  |                                                             |                                                             |                    |  |                                           |                                              |                                              |  |  |  |                     |                          |  |  |
|  |                                      |  | ещё 44 порядка цветковых растений (согласно Системе APG II) | ещё 44 порядка цветковых растений (согласно Системе APG II) |                    |  |                                           | ещё 1 подсемейство (согласно Системе APG II) | ещё 1 подсемейство (согласно Системе APG II) |  |  |  | ещё более 700 видов |                          |  |  |
|  |                                      |  |                                                             | ещё 44 порядка цветковых растений (согласно Системе APG II) |                    |  |                                           |                                              | ещё 1 подсемейство (согласно Системе APG II) |  |  |  |                     |                          |  |  |

| |  |  |
| Слева направо. Эвкалиптовый лес. Вид на дерево снизу. Дерево высотой 95 м и диаметром ствола 13 м. |  |  |

## Известные экземпляры
По данным на 2018 год самое высокое дерево вида эвкалипт царственный носит собственное имя Центурион, высота его на момент обнаружения (2008 год) составляла 99,7 м, к 2018 году достигла 100,5 м. Дерево растёт в заповеднике Тасмании Tahune Forest Reserve. Второе по высоте дерево называется Icarus Dream, его высота 97 м, растёт в долине Стикса.